# بيير ديغيتر
بيير ديغيتر (بالفرنسية/الهولندية/الألمانية: Pierre De Geyter) موسيقي بلجيكي. ومؤلف لحن نشيد الأممية.